# Ganden
| Tibetische Bezeichnung                     |
| ------------------------------------------ |
| Tibetische Schrift: དགའ་ལྡན་                |
| Wylie-Transliteration: dga’ ldan           |
| Offizielle Transkription der VRCh: Gandain |
| THDL-Transkription: Ganden                 |
| Andere Schreibweisen: Gaden, Gandän        |
| Chinesische Bezeichnung                    |
| Traditionell: 甘丹寺                       |
| Vereinfacht: 甘丹寺                        |
| Pinyin:Gāndān Sì                           |

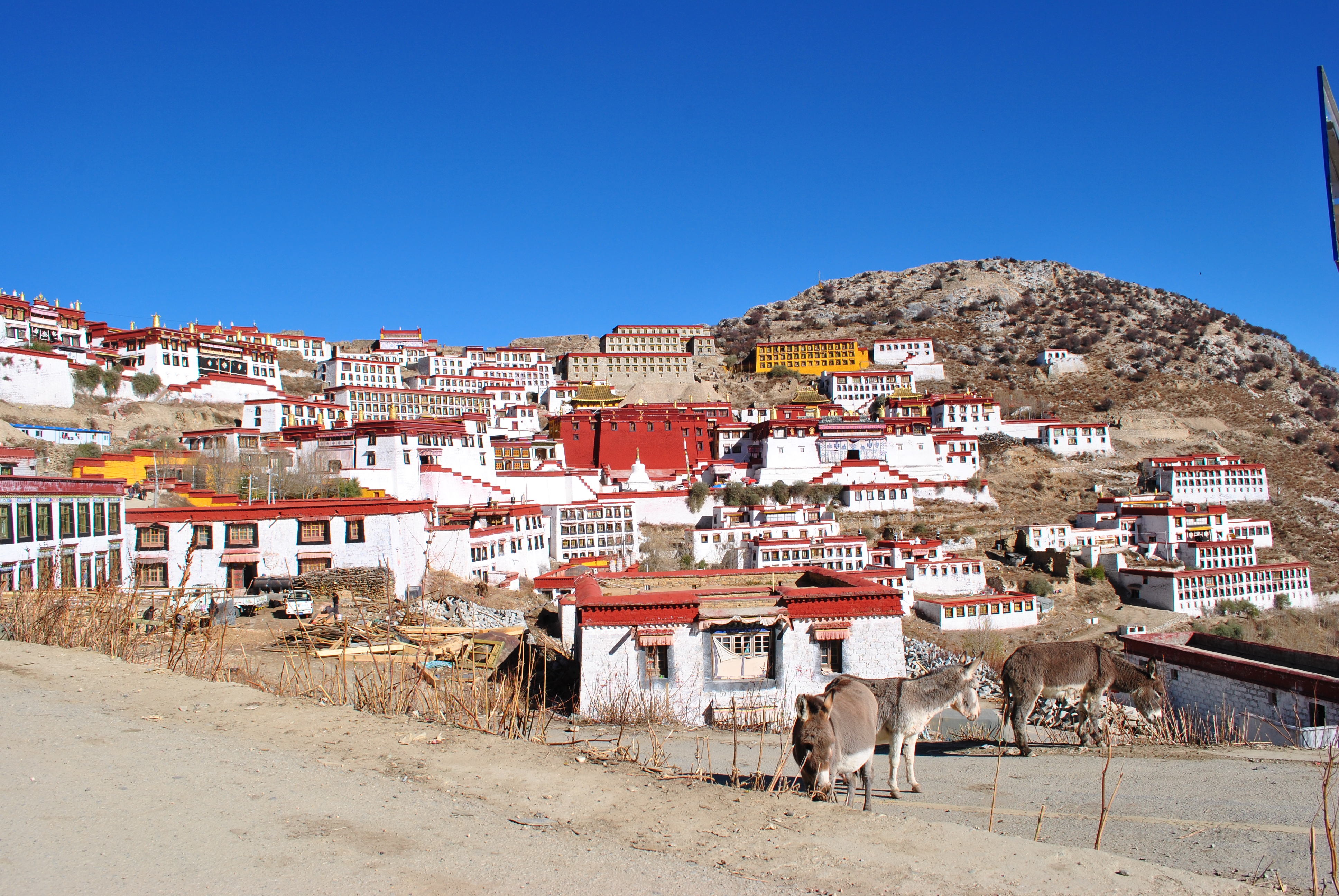
Ganden, 2013

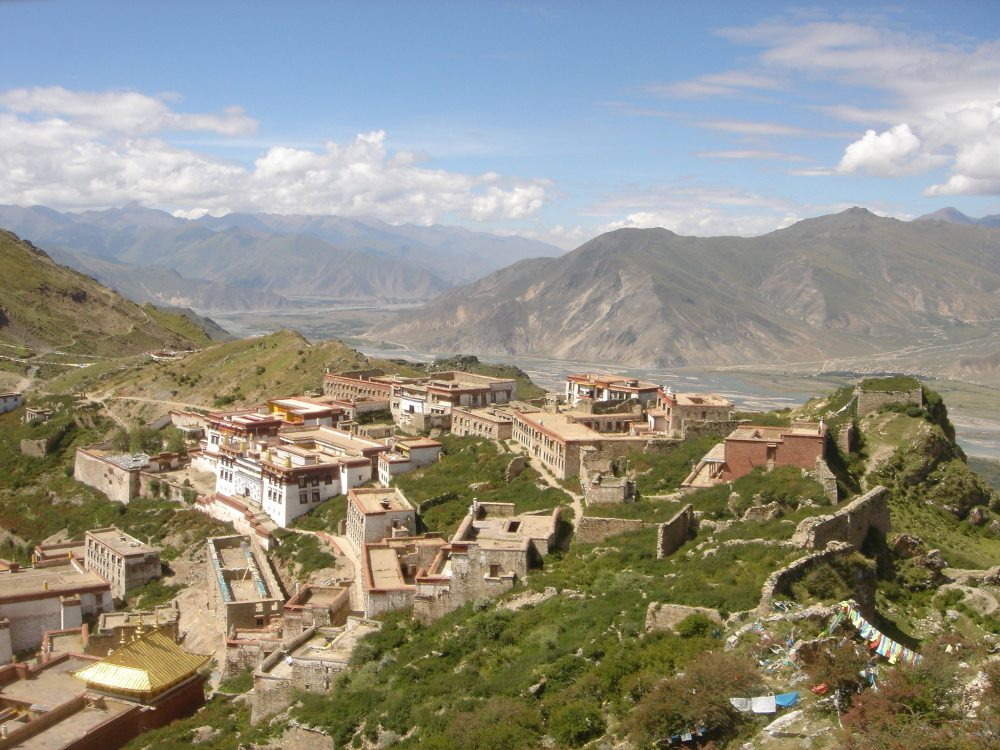
Ganden, 2005

Ganden (tib.: dga' ldan) ist eines der „Drei Großen Klöster“ (tib.: gdan sa gsum) der Gelug-Schule des tibetischen Buddhismus. Es liegt auf dem Berg Drog Riboche (tib.: 'brog ri bo che) im Kreis Tagtse Dzong (tib.: stag rtse rdzong) ca. 50 Kilometer östlich von Lhasa auf einer Höhe von 4300 Metern im Autonomen Gebiet Tibet der Volksrepublik China.

## Geschichte
Ganden (voller Name: „Ganden Nampar Gyelwe Ling Gönpa“, tib.: dga' ldan rnam par rgyal ba'i gling dgon pa; „Kloster (genannt) Garten vollkommenen, siegreichen Glückes“) wurde 1409 von Tsongkhapa (tib.: tsong kha pa) gegründet; es galt als traditioneller Hauptsitz der Gelug-Schule und der Äbte von Ganden.
Der Legende nach wurde die Gründung von Ganden von Buddha Shakyamuni prophezeit. Tsongkhapa soll in einem früheren Leben von Buddha ein Schneckenhorn erhalten haben, das Maudgalyayana in Tibet vergrub. 1409 begründete Tsongkhapa das Große Gebetsfest „Mönlam chenmo“ (tib.: smon lam chen mo) im Jokhang-Tempel von Lhasa. Seine Schüler schlugen vor, ein Kloster zu bauen; er suchte den Berg Drog Riboche als Ort aus, weihte das Kloster ein und nannte es Ganden (Sanskrit: Tushita), nach dem Reinen Land des Buddhas der Zukunft, Maitreya. Der Haupttempel und über siebzig weitere Gebäude sollen noch im selben Jahr fertiggestellt worden sein, und im darauf folgenden Jahr soll Tsongkhapa auf einem Hügel hinter dem Kloster das Schneckenhorn gefunden haben, womit sich die Prophezeiung über Ganden erfüllte.
Im Jahr 1416 gab Tsongkhapa das Schneckenhorn seinem Schüler Jamyang Chöje Trashi Pelden (tib.: 'jam dbyangs chos rje bkra shis dpal ldan; 1379–1449), der darauf in diesem Jahr das Kloster Drepung gründete. Seitdem wird das Schneckenhorn in Drepung aufbewahrt. Ein weiterer Schüler Tsongkhapas, Chamchen Chöje Shakya Yeshe (tib.: byams chen chos rje shakya ye shes; 1354–1435) gründete 1419, als Tsongkhapa starb, das dritte der drei großen Klöster, nämlich Sera.
Tsongkhapa hielt sich oft in Ganden auf; er starb in diesem Kloster am 25. Tag des 10. Mondmonats im Jahr 1419. Sein Körper wurde einbalsamiert und war eine der wichtigsten Reliquien des Klosters. Bei der Zerstörung des Klosters während der Kulturrevolution soll der Körper nicht zerstört worden, sondern an einen bis heute geheim gehaltenen Ort gebracht worden sein. Der 25. Tag des 10. Mondmonats war auch der Tag der Geburt des Meisters im Jahr 1357. So wie in Buddha Schakyamunis Leben der Tag seiner Geburt und der Tag seines Parinirvana auf den gleichen Tag des Jahres (gemäß Mondkalender) fallen, war dies auch bei Meister Tsongkhapa der Fall.
Die Errichtung des Haupttempels von Ganden gilt als vierte große Tat seines Lebens. Ganden ist bis heute der Hauptsitz der Gelug-Schule, die ursprünglich Ganden-Schule (tib.: dga' ldan lugs) genannt wurde. Der erste Abt von Ganden (Ganden Thripa) war Gyeltshab Je Darma Rinchen (tib.: rgyal tshab rje dar ma rin chen; 1364–1432), dem Tsongkhapa vor seinem Tod seinen Mantel und Stab überreichte. Auf ihn folgte Khedrub Je (tib.: mkhas grub rje dge legs dpal bzang; 1385–1438). Seit dem 8. Abt wechselt die Stelle zwischen Mönchen der beiden Hauptklosterabteilungen, der Chang Dratshang und der Shar Dratshang.
Im Jahr 1959 lebten in Ganden ca. 7.500 Mönche. Das Kloster wurde während der chinesischen Kulturrevolution weitgehend zerstört. Seit den 1980er Jahren wurde ein großer Teil wieder aufgebaut. Die im Kloster vorhandenen unzähligen Kulturdenkmäler aber sind für immer zerstört.
Am 14. März 2006 brachen 17 Mönche in eine Kapelle in Ganden ein und zerstörten Statuen von Dorje Shugden. Der Bürgermeister von Lhasa und andere Politiker warfen dem 14. Dalai Lama daraufhin vor, in dieser Frage einen religiösen Konflikt zu schüren. Auf der anderen Seite werfen Analysten der Volksrepublik China vor, den Konflikt um Dorje Shugden auszunutzen, um den Dalai Lama zu diskreditieren. Thierry Dodin vom Tibet Information Network sagte, dass China die Spaltung unter den Tibetern unterstützt, indem sie Anhänger des Dorje-Shugden-Kults fördern und in hohe Schlüsselpositionen einsetzen.

## Studium
Ganden hatte ursprünglich zwei Fakultäten 1. Changtse Dratshang (tib.: byang-rtse grwa tshang; „Klosterabteilung der nördlichen Spitze“) und 2. Shartse Dratshang (tib.: shar rtse grwa tshang; „Klosterabteilung auf der östlichen Spitze“), die nach der Lage ihrer Gebäude zum Haupttempel benannt wurden. Unter Khedrub Je wurde Ganden in vier Fakultäten geteilt, doch jeweils zwei der ursprünglichen Fakultäten wurden zusammengelegt: Pelden Dratshang (tib.: 'dpal ldan grwa tshang) und Yardrog Dratshang (tib.: yar 'brog grwa tshang) zu Changtse sowie Penchen Shakya Shri Dratshang (tib.: pan chen sha kya shri grwa tshang) und Chödrag Dratshang (tib.: chos grags grwa tshang) zu Shartse. Hortön Namkha Pelsang (tib.: hor ston nam mkha' dpal bzang; 17. Jahrhundert) gilt als Gründer von Changtse und Neden Rinchen Gyeltshen (tib.: gnas brtan rin chen rgyal mtshan; 14. Jahrhundert) gilt als Gründer von Changtse. Eine weitere Fakultät, Sangphu Nyarong Dratshang (tib.: gsang phu nyag rong grwa tshang), wurde später ebenfalls mit der Changtse Dratshang vereinigt.
Die Changtse Dratshang hatte ursprünglich 13 Abteilungen (tib.: khang tshan): 1. Lubum (tib.: klu 'bum) 2. Tshawa (tib.: tsha ba) 3. Samlo (tib.: bsam blo) 4. Hardong (tib.: har gdong) 5. Serkong (tib.: gser skong) 6. Trehor (tib.: tre hor) 7. Gyelrong (tib.: rgyal rong) 8. Bati (tib.: sba ti) 9. Ngari (tib.: mnga' ri) 10. Dora (tib.: rdo ra) 11. Dranyi (tib.: 'bra nyi) 12. Gowo (tib.: go bo) und 13. Kongpo (tib.: kong po). Bati Khangtshen und Ngari Kangtshen wurden später aufgelöst, dafür wurde Phara Kangtshan (tib.: pha ra khang tshan) gegründet. Die Mönche wurden je nach ihrer Herkunft einer bestimmten Abteilung zugeordnet. Jede Abteilung war weiter in Häuser (tib.: mi tshan; Mitshen) unterteilt, in denen die Mönche lebten – ebenfalls getrennt nach Herkunft.
Shartse hatte elf Abteilungen: 1. Dokhang (tib.: rdo khang) 2. Phukang (tib.: phu khang) 3. Nyagre (tib.: nyag re) 4. Lhopa (tib.: lho pa) 5. Sungchu (tib.: zung chu) 6. Thepo (tib.: the po) 7. (tib.: co ni) 8. (tib.: rta 'on, rta dbon) 9. Ngari (tib.: mnga' ris) 10. Sogpa (tib.: sog pa) und 11. Gungru (tib.: gung ru).
An beiden Fakultäten von Ganden wurden – im Gegensatz mancher anderer Fakultäten der Drei Großen Klöster – sowohl Sutras als auch Tantra gelehrt. Changtse Dratshang nimmt die Lehrbücher von Jetsün Chökyi Geltshen (tib.: rje btsun pa chos kyi rgyal mtshan; 1469–1544) Shartse verwendet die Bücher des 5. Abtes von Ganden, Penchen Sönam Dragpa (tib.: pan chen bsod nams grags pa; 1478–1554).
Das Studium beginnt mit einer dreijährigen Einführungsphase; das Studium der fünf wichtigsten Texte dauert elf weitere Jahre. Am Ende jedes Studienjahres müssen die Mönche eine Prüfung (tib.: rgyugs sprod) bestehen, um aufsteigen zu können. Das Studium wird nach einer formellen Debatte mit dem Titel Geshe Tshogrampa (tib.: dge bshes tshogs ram pa) abgeschlossen. Nach weiteren fünf Jahren Studium und einer formellen Debatte vor einer Versammlung von Mönchen aller Drei Großen Klöster während des Großen Gebetsfestes in Lhasa kann der Titel Geshe Lharampa (tib.: dge bshes lha ram pa) erreicht werden. Ohne Geshe-Ausbildung wird der Titel Kyerimpa (tib.: bskyed rim pa) verliehen. Im Gegensatz zu Kyerimpa können Geshe Tshogrampa und Geshe Lharampa weitere tantrische Studien nicht in Ganden betreiben. Nach höherer Tantra-Ausbildung verleiht die Changtse Dratshang den Titel Geshe Ngagrampa (tib.: dge bshes sngags ram pa), Shartse den Titel Uma Shering (tib.: dbu ma bshad ring).
Nach der Zerstörung des Klosters während der chinesischen Kulturrevolution wurde nur die Changtse-Fakultät wieder belebt.

## Rituale und Feste
Der Schutzgott der Versammlung von Ganden (tib.: dga' ldan bla spyi) ist Chögyel (tib.: chos rgyal). Der Schutzgott der Changtse-Fakultät ist Pelden Lhamo (tib.: dpal ldan lha mo). Die Mönche der Fakultät vollziehen täglich ein besonderes Ritual für diese Schutzgottheit. Der Schutzgott der Shartse-Fakultät ist Sethrap (tib.: se khrab). Am 29. und 30. Tag jedes Monats nach dem tibetischen Kalender vollführen die Mönche von Changtse Tag und Nacht ein großes Ritual für Pelden Lhamo; die Mönche von Shartse halten ihr Ritual für Sethrap am 28. und 29. jedes Monats ab. Am 15. jedes Monats finden ganztägige Rituale für die Schutzgötter jeder Abteilung statt.
Vom 16. Tag des 6. Monats bis zum 30. Tag des 7. Monats findet das Frühsommer-Konklave (tib.: dbyar gnas snga ma) mit besonderen Unterweisungen statt.

## Denkmal
Das Kloster steht seit 1961 auf der Liste der Denkmäler der Volksrepublik China (1-108).

## Weitere Bilder

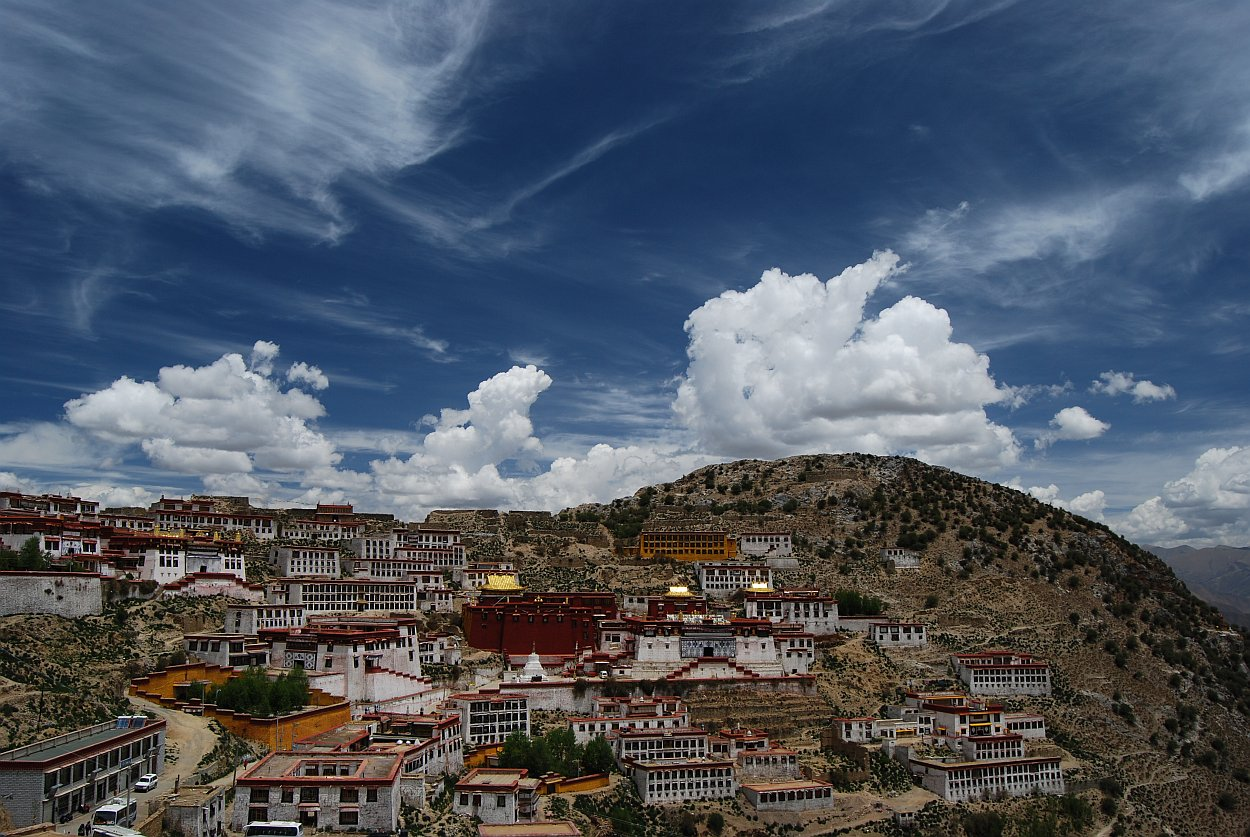
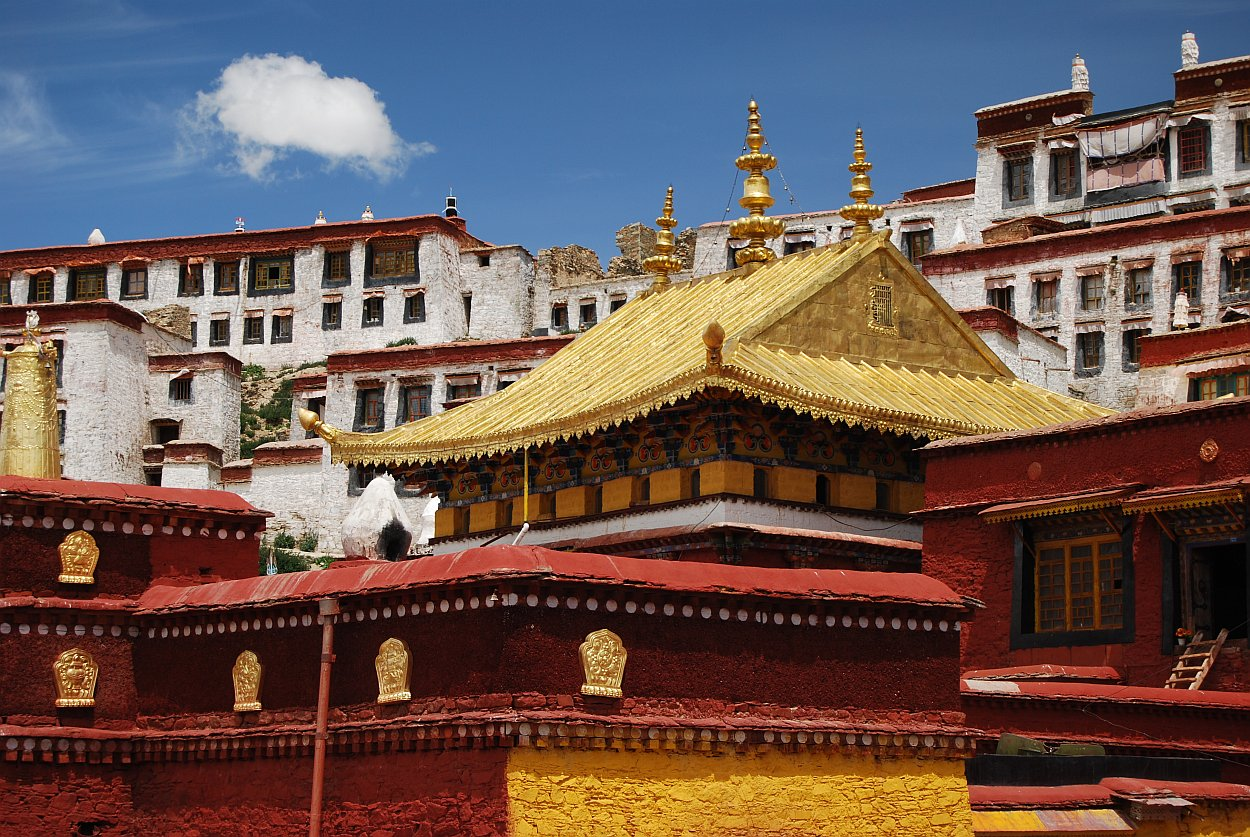
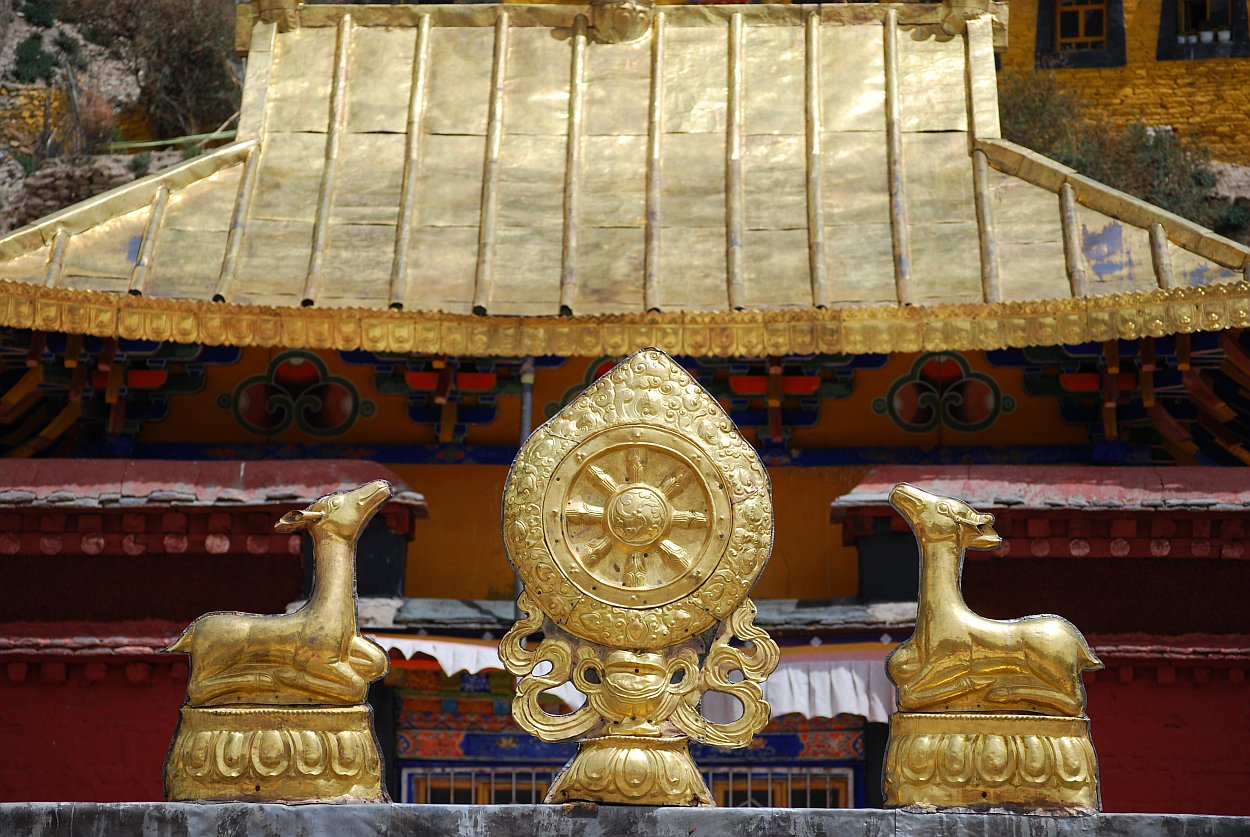
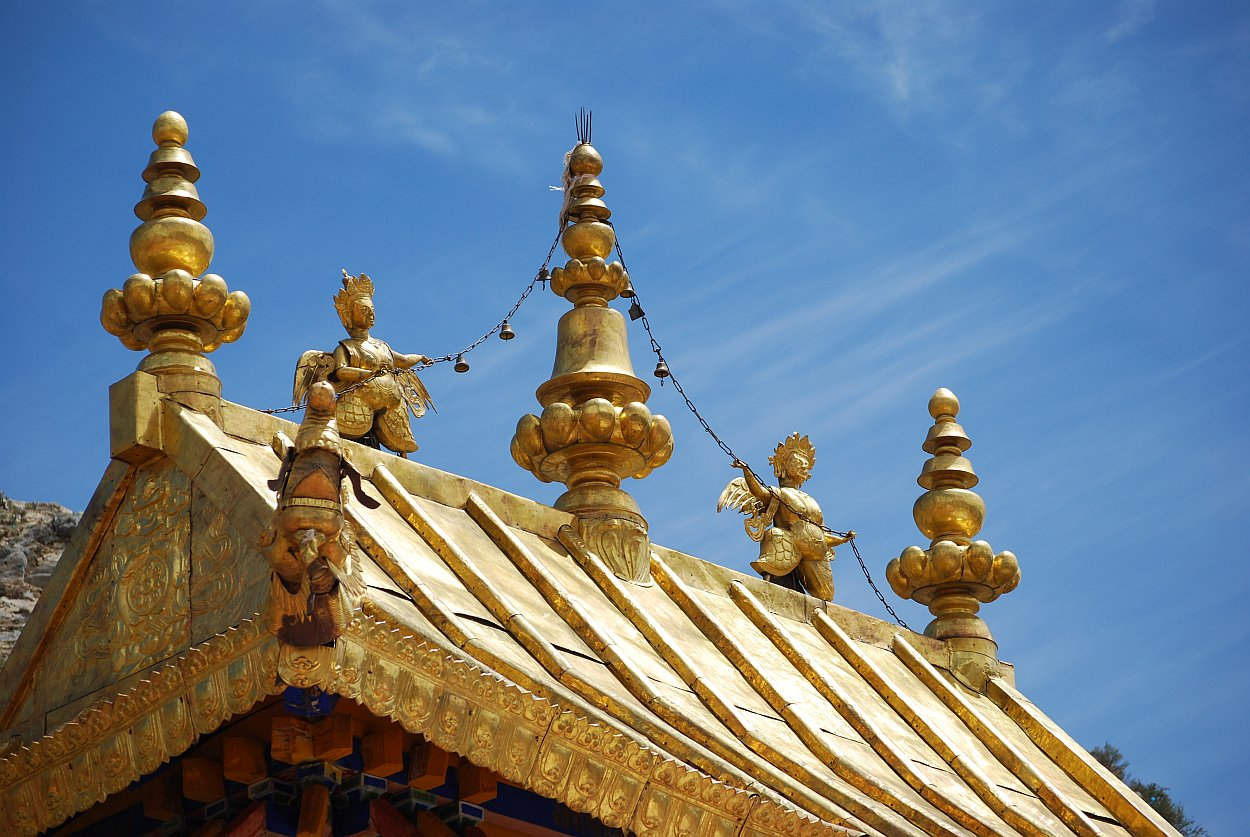